# Hot in the City
Hot in the City ist ein Song von Billy Idol aus dem Jahr 1982, der auf seinem selbstbetitelten Album erschien und im Mai 1982 vorab daraus ausgekoppelt wurde.

## Entstehung und Inhalt
Der Song, der überwiegend mit Synthesizern und nur spärlichen Gitarren instrumentiert ist, wurde von Idol selbst geschrieben und von Keith Forsey produziert. Er handelt von einer heißen Sommernacht und den während dieser zu erlebenden Verführungen. Am Ende des Songs ruft Idol normalerweise „New York!“, aber es gibt weitere für verschiedene Radiostationen aufgenommene Versionen, in denen Idol „Amarillo“, „Boston“, „Minneapolis“, „New Haven“, „Chattanooga“ oder „Sioux Falls“ ruft, in einer wird gar nichts gerufen und es gibt an dieser Stelle nur wiederholte Synthesizersounds.

## Musikvideos
Es gibt zwei Versionen des Musikvideos. In der ersten Version (von 1982) ist am Anfang eine junge Frau in einem Plattenladen zu sehen, in dem diese eine Billy-Idol-Platte anhört. Szenen aus New York City sind zu sehen, die sich mit solchen mit Atomtests abwechseln. Die zweite Version (von 1987) zeigt Idols Freundin Perri Lister, die an ein Kreuz gebunden wird. Diese Version wurde von MTV nicht gespielt. Sie ist auch auf The Very Best of Billy Idol: Idolize Yourself enthalten.